# Amina Elmi
Amina Elmi (født 1994 i Somalia) er en dansk forfatter, som i august 2023 debuterede med digtsamlingen Barbar [Tavshedens objekt], udgivet på Gyldendal. Elmi fik Bogforums Debutantprisen på Bogforum 2023 for udgivelsen.

## Baggrund
Elmi har en dansk-somalisk baggrund. Hun blev født i 1994 i Somalia, men kom til Danmark som treårig i 1998 sammen med sin mor og fem søskende, hvor Amina var den næstyngste i flokken. Faren var kommet til Danmark nogle år tidligere. Familien voksede op i Aalborg i en lejlighed i Ågade, men hvor børnene tog bussen hver dag for at gå i skole i Hasseris. Senere afsluttede hun gymnasiet og læste engelsk på Aalborg Universitet.
Elmi er praktiserende sunnimuslim og gik i koranskole i weekenderne i Aalborg. I 2017 udstillede hun sammen med fire andre unge muslimske danskere en række af sine egne fotografier i udstillingen "Indenfor" i Huset i Aalborg, og i Politiken har hun skrevet debatindlæg, hvor hun forsvarede muslimske pigers ret til at bære tørklæde i folkeskolen.
Som led i en personlig krise efter faderens død begyndte Elmi som ung at studere islam nærmere på egen hånd og blev optaget af islamisk feminisme, hvor koranvers blev fortolket på andre måder end den, hun var vokset op med som barn. Som 23-årig flyttede hun til København, fik et rengøringsjob og fandt et religiøst fællesskab i Mariam Moskeen. Hun lærte også digterne Deniz Kiy og Aaiún Nin at kende, som kom til at betyde meget for hende. Hun kom siden ind på Forfatterskolen, hvorfra hun blev færdiguddannet i 2023. Udover Kiy og Nin føler Elmi et litterært og flersproligt fællesskab med Priya Bains og Klaus Høeck.

## Forfatterskab
Elmis debut var digtsamlingen Barbar [Tavshedens objekt]. Titlen spiller på, hvordan de gamle grækere kaldte dem, der ikke kunne græsk, for barbarer, fordi de i græske ører talte et uforståeligt sprog, der blot lød som ’bar, bar’, samtidig med at "barbar" også bruges om hjerteløse mennesker.
Digtsamlingen består af en prolog, fire akter og en epilog. Den behandler en lang række omskiftelige emner som at være to steder på én gang (Somalia og Danmark) og ikke høre hjemme nogen af stederne, sorg over en afdød far, en lesbisk kærlighedshistorie og modtagelsen heraf i et somalisk miljø, unge indvandrermænd fra blokken og det danske litterære miljø. Bogen fik fem stjerner i anmeldelsen i Kristeligt Dagblad og tilsvarende fem hjerter i Politiken, mens Dagbladet Informations anmeldelse kaldte digtsamlingen for en selvbevidst og stærk debut. Bogen blev hurtigt efter udgivelsen solgt til udgivelse på norsk og svensk. I november 2023 vandt Elmi Bogforums Debutantpris for digtsamlingen, ledsaget af et beløb på 50.000 kr. I 2024 vandt hun Klaus Rifbjergs debutantpris for lyrik.